# Lembit Rajala
Lembit Rajala (ur. 1 grudnia 1970 w Estonii) – były estoński piłkarz grający w klubach i w reprezentacji na pozycji napastnika. Karierę zakończył w 2001 roku. W barwach Estonii rozegrał 26 meczów, w których strzelił 2 gole.